# Valcongrain
Valcongrain est une ancienne commune française du département du Calvados et la région Normandie, fusionnée avec Campandré en 1835, fusion créant la commune de Campandré-Valcongrain.

## Toponymie
Voir Campandré-Valcongrain

## Histoire
La commune est réunie à Campandré par l'ordonnance du 20 mai 1835, formant ainsi la commune de Campandré-Valcongrain.

## Démographie
| 1793 | 1800 | 1806 | 1821 | 1831 |
| ---- | ---- | ---- | ---- | ---- |
| 62   | 68   | 71   | 51   | 66   |